# 안재환 (배우)
안재환(본명: 안광성, 1972년 6월 8일 ~ 2008년 9월 8일)은 대한민국의 배우였다.

## 생애
1995년 연극배우로 처음 데뷔하였다. 1996년 MBC 문화방송 공채 탤런트 25기를 통해서 정식으로 데뷔하였으며 2000년 영화《찍히면 죽는다》의 주연을 통해 영화배우로 데뷔하였고 이듬해 2001년 뮤지컬 배우로 데뷔하였다.
2007년부터는 대학교에서 강의를 하기도 하였다.
2008년 8월 22일 자살로 인해 세상을 떠났다.
서울대학교 공예과를 졸업하였고 뷰티유 엔터테인먼트 대표를 역임하였다. 2007년 3월부터는 주성대학 방송연기영상과 겸임교수로 강단에 섰고, 2007년 11월 코미디언 정선희와 결혼하였다.
그는 사업을 진행하고 있던 2008년 5월 말 경, 정선희 발언 파문 이후로 항의전화, 불매운동, 악플 게시물이 쏟아져 한 달 정도 방송을 중단했다. 그 후 6월 말 판매를 재개했을 때의 매출은 평소의 80%정도였다. 9월 8일, 서울특별시 노원구 하계동의 한 주택가 골목에 주차된 자신의 차 안에서 자살한 상태로 발견되었다. 정확한 사망일시는 8월 22일.

## 사망
정확한 사망일은 8월 22일. 경찰은 우선 타살 가능성은 없다고 보고, 그가 숨진 채 발견되었던 자가용 차량(카니발)내에 연소된 연탄 2개와 유서를 통해 일산화탄소 가스 중독에 의한 자살로 보고 있다. 죽기 전, '국민 여러분 선희에게 잘 해주세요'란 당부와 먼저 세상을 뜨는 자신을 용서해달라며 부모님에게 전한 글을 남겼다 한다. 9월 24일 국립과학수사연구소의 감식 결과, 유서의 필적은 안재환 본인의 것으로 확인되었다.

### 악성 댓글
악성 댓글과 불매운동 등이 그의 죽음의 원인을 제공했다는 견해도 있다. 정선희 발언 파문 이후 안재환의 싸이월드 미니홈피에 악플이 많이 달렸던 것이 사실이다. 그의 사망과 관련한 기사들에도 악플이 많이 달렸고, 포털사이트 네이버에서는 댓글기능을 일시적으로 정지시키기도 했다. 이러한 악플이 사회적 문제가 되고 있다는 지적이 있으며, 전여옥 등은 그의 홈페이지에 달린 악플에 대하여 비판하였다.

### 타살 주장
유가족 등 일각에서는 타살 의혹을 제기하고 있다. 안재환의 셋째 누나 안미선은 정선희가 동생과 함께 납치되었다가 풀려났다는 얘기를 정선희로부터 들었다고 주장했고, 시신 발견 3일 전에 받은 문자 메시지를 공개했다. 또한, 정선희가 범인의 얼굴을 봤을 것이며 안재환의 죽음에 대해 많은 것을 알고 있을 것이라고 주장하며 경찰에 안재환의 아내인 정선희의 출국금지를 요청했다. 한편, 경찰은 정선희의 출국금지요청을 할 상황은 아니라는 입장이다.

언니, 그냥 제발 절 좀 믿으세요! 자세한 설명 못해드리는 제 입장이요. 잘 있어요! 절대 비밀이고요! 괘씸하게 생각지도 마시고요! 본인은 더 괴로워할 테니까요— 9월 5일(시신 발견 3일 전) 정선희가 안미선에게 보낸 문자 메시지

## 학력
- 서울대학교 공예학과 (졸업)

## 출연작

### TV 드라마
- 1997년 MBC 《의가형제》
- 1997년 MBC 《영웅반란》
- 1997년 MBC 《영웅신화》 ... 김명우 역
- 1998년 MBC 《남자 셋 여자 셋》 ... 김진의 이종사촌 동생 안재환 역으로 카메오 단역
- 1998년 MBC 《애드버킷》 ... 법무법인 신화 변호사 역
- 1999년 MBC 《하나뿐인 당신》 ... 기준 역
- 2000년 KBS2 《나는 그녀가 좋다》
- 2000년 SBS 《LA아리랑》
- 2000년 KBS2 《태양은 가득히》
- 2000년 MBC 《엄마야 누나야》 ... 김태성 역
- 2001년 MBC 《내 마음의 보석상자》 ... 윤정식 역
- 2001년 SBS 《외출》 ... 최수민 역
- 2002년 KBS1 《사랑은 이런거야》 ... 차기범 역
- 2002년 SBS 《오픈드라마 남과 여 - 그대 다시 눈뜰 때》 ... 은표 역
- 2002년 SBS 《똑바로 살아라》 ... 안재환 역
- 2002년 KBS2 《드라마시티 - 홍시》 ... 형섭 역
- 2003년 SBS 《오픈드라마 남과 여 - 뒤로 가려진 필름》 ... 진휘 역
- 2003년 SBS 《오픈드라마 남과 여 - 빛과 그림자》 ... 민호 역
- 2003년 SBS 《오픈드라마 남과 여 - 조각난 사랑》 ... 준혁 역
- 2004년 KBS2 《아름다운 유혹》 ... 최재혁 역
- 2004년 SBS 《홍소장의 가을》 ... 세영의 남편, 안 서방 역
- 2005년 KBS2 《새 아빠는 스물아홉》 ... 이민수 역
- 2005년 MBC 《비밀남녀》 ... 이문 역
- 2005년 SBS 《다이아몬드의 눈물》 ... 김철종 역
- 2005년 KBS2 《드라마시티 - 왕대박 황말불》 ... 박석구 역
- 2006년 SBS 《눈꽃》 ... 민지섭 역

### 영화
- 2000년 《찍히면 죽는다》 ... 담임 역
- 2001년 《우먼 파트너 놀자》 ... 주수철 역
- 2003년 《쇼쇼쇼》 ... 동룡 역

### 방송
- 1998년 MBC TV 《테마게임》
- 2000년 MBC TV 《스타 레볼루션》 ... MC (with 이경실, 김동현.)
- 2000년 KBS 2TV 《가족오락관》
- 2003년 SBS TV 《게임쇼 즐거운 세상》
- 2004년 KBS 2TV 《TV는 사랑을 싣고》
- 2004년 KBS 2TV 《비타민》
- 2004년 MBC TV 《유재석 김원희의 놀러와》 (190, 191화)
- 2004년 MBC TV 《행복주식회사》... 게스트(with, 김디에나)
- 2005년 MBC TV 《행복주식회사》... 게스트(with, 현영)
- 2007년 SBS TV 《옛날 TV》

### 연극
- 《상록수》 .... 박동혁 역(남자 주인공)

### 뮤지컬
- 《포기와 베스》 .... 제이크 역(조연)

## 광고
- 2003년 동화약품 판콜 S
- 2005년 농심 짜파게티
- 2006년 비즈렌코 렌즈스타

## 같이 보기
- 정선희
- 최진실
- 이토 다카히로